# Ròca de Tolosa
La Ròca de Tolosa és una muntanya de 2.346 metres que es troba al municipi de Vielha e Mijaran a la Vall d'Aran.